# Miss Tierra República Dominicana 2008
El certamen Miss Tierra República Dominicana 2008 fue celebrado el 27 de junio de 2008. Hubo 40 delegadas en el concurso. La ganadora escogida representó a la República Dominicana en el Miss Tierra 2008. La Miss República Dominicana Ecoturismo representó la República Dominicana en el Miss Ecoturismo 2008.

## Resultados
| Resultados                            | Candidatas |
| ------------------------------------- | --- |
| Miss Tierra República Dominicana 2008 | - San Francisco de Macorís - Diana González |
| Miss República Dominicana Ecoturismo  | - Constanza - Yulian Espinal |
| 1.ª Finalista                         | - Santo Domingo Norte - Joenly Capellán |
| 2.ª Finalista                         | - Bonao - Nayelis García |
| 3.ª Finalista                         | - Maimón - Esmirna Lasencia |
| 4.ª Finalista                         | - Monción - Michel Alvarado |
| Semi-finalistas                       | - Santiago - Isaura Mendoza - Puerto Plata - Alfonsina González - Moca - Carolina Rosario - Santiago Rodríguez - Laura Cruz - Elías Piña - Carol Soler - Sosúa - Ibelise Peña |

### Premios especiales
- Mejor Representación de sú Provincia o Municipio - Alfonsina González (Puerto Plata)
- Mejor Rostro - Diana González (San Francisco de Macorís)
- Mejor Talento - Waleska de la Cruz (Santo Domingo Este)
- Mejor Traje Típico - Ana Vinicio (Neiba)
- Miss Cultura - Marieli Sánchez (Dajabón)
- Miss Elegancia - Yatnna Alvares (Espaillat)
- Miss Fotogenica - Evelin Periel (San Cristóbal)
- Miss Internet - Anné de la Cruz (Jarabacoa)
- Miss Simpatía - Fatima Reyes (Salcedo)

## Candidatas
| Representa                    | Candidata                            | Año | Altura | Oriunda                    |
| ----------------------------- | ------------------------------------ | --- | ------ | -------------------------- |
| Azua                          | Paholi Peña Eros                     | 19  | 1.65   | Azua de Compostela         |
| Barahona                      | Cinthia Arias Somara                 | 25  | 1.75   | Santa Cruz de Barahona     |
| Bonao                         | Nayelis García Soriano               | 21  | 1.78   | Bonao                      |
| Comunidad Dom. En EEUU        | Sandra Melo Cabrera                  | 23  | 1.72   | Raleigh                    |
| Comunidad Dom. En Puerto Rico | Sofía Agustín Duarte                 | 21  | 1.73   | Aguadilla                  |
| Constanza                     | Yulian Walewska Espinal Jiménez      | 18  | 1.73   | Santo Domingo              |
| Dajabón                       | Marieli Sánchez Javier               | 23  | 1.71   | Dajabón                    |
| Distrito Nacional             | Seily Magdalena Then Cabrera         | 19  | 1.83   | Santo Domingo              |
| Duarte                        | Gerladin Santiago Tejeda             | 18  | 1.73   | Vílla Riva                 |
| El Cercado                    | Mildre Cabrera Fermin                | 26  | 1.75   | Manoguayabo                |
| Elías Piña                    | Carol Soler Llano                    | 24  | 1.83   | Santiago de los Caballeros |
| Espaillat                     | Yatnna Alvares Corona                | 21  | 1.70   | Moca                       |
| Jarabacoa                     | Anné De la Cruz Garcia               | 16  | 1.73   | Jarabacoa                  |
| La Altagracia                 | Milagros Figueroa Salman             | 20  | 1.81   | Bayahíbe                   |
| La Vega                       | Yenifer Marinela Jiménez Burtanis    | 22  | 1.69   | Jarabacoa                  |
| Licey al Medio                | Carolina Paulino Hidalgo             | 23  | 1.78   | Licey al Medio             |
| Loma de Cabrera               | Catherine Cuello Zamora              | 24  | 1.68   | Santiago de los Caballeros |
| Maimón                        | Esmirna Lasencia Inoa                | 19  | 1.76   | Boca Chica                 |
| María Trinidad Sánchez        | Istria Soler Castanas                | 19  | 1.71   | Santiago de los Caballeros |
| Moca                          | Carolina Arlene Rosario Ortega       | 26  | 1.79   | Moca                       |
| Monción                       | Michelle Alvarado capellán           | 19  | 1.76   | Jaquimeyes                 |
| Monte Cristi                  | Elibeth Franco Yanoa                 | 18  | 1.79   | Santo Domingo              |
| Monte Plata                   | Estefania Pérez Fermin               | 24  | 1.75   | Sabana Grande de Boyá      |
| Neiba                         | Ana del Carmen Vinicio Candelario    | 19  | 1.88   | Neiba                      |
| Nizao                         | Noelis Tejeda Castro                 | 20  | 1.75   | Baní                       |
| Padre Las Casa                | Rosmery Rosaura Rosario Rodríguez    | 18  | 1.80   | Santo Domingo              |
| Pedro Brand                   | Arelis Cruz Maruya                   | 21  | 1.75   | Pedro Brand                |
| Peravia                       | Bella Nolasco Tavarez                | 22  | 1.68   | Baní                       |
| Piedra Blanca                 | Elena Silvestre Perez                | 19  | 1.71   | Bonao                      |
| Puerto Plata                  | Alfonsina Altagracia González Duarte | 20  | 1.80   | San Felipe de Puerto Plata |
| Salcedo                       | Fatima Reyes Escandon                | 23  | 1.76   | Santo Domingo              |
| Samaná                        | Yailin Casandra Días Ferrano         | 18  | 1.85   | Santo Domingo              |
| San Cristóbal                 | Evelin Periel Tavares                | 23  | 1.71   | San Cristóbal              |
| San Francisco de Macorís      | Diana Carolina González Flores       | 18  | 1.73   | San Francisco de Macorís   |
| Santiago                      | Isaura Inés Mendoza Gracias          | 24  | 1.78   | Santiago de los Caballeros |
| Santiago Rodríguez            | Laura Cruz Reynoso                   | 18  | 1.81   | San Ignacio de Sabaneta    |
| Santo Domingo Este            | Waleska de la Cruz Espinoza          | 22  | 1.74   | Santo Domingo              |
| Santo Domingo Norte           | Joenly Capellán Fario                | 22  | 1.82   | Villa Mella                |
| Sosúa                         | Ibelise Mary Peña Castellanos        | 20  | 1.77   | Sosúa                      |
| Villa Altagracia              | Dennys Erasmo de los Santos          | 21  | 1.73   | Santo Domingo              |

## Trivia
- Miss Com. Dom. Puerto Rico entró al Miss República Dominicana 2005.
- Miss Maimón entraría al Miss Turismo Dominicana 2008